# C·J·布鲁顿
小卡尔文·托马斯·“C·J”·布鲁顿（英語：Calvin Thomas "CJ" Bruton, Jr，1975年12月13日—），美国-澳大利亚前职业篮球运动员。2013年10月10日，他入选了悉尼国王队25周年纪念队。 他曾代表澳大利亚参加2004年夏季奥运会和2008年夏季奥运会男子篮球比赛。